# Serianthes nelsonii
Serianthes nelsonii là một loài thực vật có hoa trong họ Đậu. Loài này được Merr. miêu tả khoa học đầu tiên.

## Hình ảnh

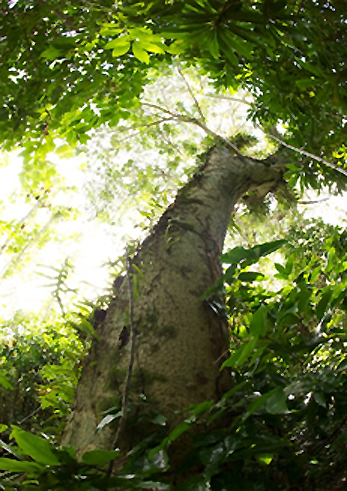